# Topaze (film 1936)
Topaze è un film del 1936 diretto da Marcel Pagnol.
Si tratta della prima delle due versioni firmate dal regista marsigliese, adattamento cinematografico della sua commedia omonima. Pagnol, insoddisfatto della versione che era stata girata da Louis J. Gasnier decise di girare lui stesso un proprio adattamento. Nel 1951, rifece il film con Fernandel nel ruolo del protagonista.

## Trama
Topaze fa l'istitutore in una scuola. La realtà gli insegna crudelmente che i principi hanno dei limiti e che niente è più afrodisiaco del successo sociale.